# Liste der Monuments historiques in Beaumont-sur-Oise
Die Liste der Monuments historiques in Beaumont-sur-Oise führt die Monuments historiques in der französischen Gemeinde Beaumont-sur-Oise auf.

## Liste der Bauwerke
| Bezeichnung            | Beschreibung | Standort                         | Kennzeichnung | Schutzstatus | Datum | Bild           |
| ---------------------- | ------------ | -------------------------------- | ------------- | ------------ | ----- | -------------- |
| Burg Beaumont-sur-Oise |              | Place du Château (Lage)          | PA00079998    | Classé       | 1999  | weitere Bilder |
| Cinéma Le Palace       |              | 2, rue Henri-Pasdeloup (Lage)    | PA00135717    | Inscrit      | 1990  | weitere Bilder |
| Kirche St-Laurent      |              | (Lage)                           | PA00079999    | Classé       | 1862  | weitere Bilder |
| Hôtel du Croissant     |              | 2, rue Basse-de-la-Vallée (Lage) | PA00080000    | Inscrit      | 1984  | weitere Bilder |

## Liste der Objekte
- Monuments historiques (Objekte) in Beaumont-sur-Oise in der Base Palissy des französischen Kultusministeriums